# Гуидо да Монтефелтро
Вижте пояснителната страница за други личности с името Гуидо.
Гуидо I да Монтефелтро Стари (на италиански: Guido I da Montefeltro, Il Vecchio; * ок. 1220/1225, Сан Лео; † 29 септември 1298, Анкона) от рода Да Монтефелтро е един от най-известните кондотиери на своето време и един от най-важните лидери на проимперската партия на гибелините в Романя. Той е и политик, граф на Урбино и граф на Монтефелтро (1255 – 1266 и 1282 – 1283), францискански монах.
Данте Алигиери пише за него в своята „Божествена комедия“ (Ад, Песен 27).

## Произход
Гуидо произхожда от страничен клон на италианското благородническо семейство на графовете Карпеня, което датира от X век – Да Монтефелтро. Той е син на Монтефелтрано II да Монтефелтро († 1255), кондотиер, господар на Урбино, граф на Монтефелтро и на Пиетрарубия, и на неизвестна жена. По бащина линия е внук на Бонконте I да Монтефелтро, граф на Монтефелтро, 1-ви граф на Урбино. Има трима братя:
- Тадиоло (Тадео) († 1282), граф на Пиетрарубия, подест на Римини и Лука, управител на Папската област, командир на папските войски;
- Орландо († 1282), духовник;
- Монтефелтрано (Фелтрано)

## Биография

### Ранни години
Гуидо, роден около 1220 г., е болнаво дете, но в напреднала възраст е силен и издръжлив. От ранна възраст има специални отношения с бъдещия свети Франциск от Асизи, защото е носен на ръцете на него като малко дете и по-късно, според него, светецът му е помогнал да се справи с множество трудности: Гуидо го смята за свой личен покровител и завършва живота си като монах от Францисканския орден. 
Израства с по-малките си братя Тадео, Орландо и Фелтрано в замъка Сан Лео в днешна провинция Римини. Тадео получава графство Пиетрарубия като бащино наследство, но се обръща срещу традиционно имперската – гибелинска политика на семейството си, като минава на страната  на противниковата партия на гвелфите до степен, че получава благодарствени писма от папа Климент IV за ангажимента си към папските интереси. Той е и на служба при папския генерален викарий и водач на гвелфите Шарл I Анжуйски, крал на Сицилия. Възможно е Тадео да е направил тази смяна на съюза, за да коригира впоследствие съдбата си като второроден син с папска помощ, защото през 1266 г. той се обръща директно срещу брат си Гуидо и узурпира Графство Монтефелтро. През 1261 и 1265 г. той е гвелфски подест на Римини, през 1270 г. – на Лука, а през 1273 г. е управител на Папската област. Той също така командва папските войски, които в отмъщение опожаряват замъците на Гуидо. Умира във Форли на 1 май 1282 г. – в битка срещу брат си. Впоследствие Гуидо успява да си върне Графство Монтефелтро, но през 1282 г. оставя Графство Пиетрарубия на племенника си Корадо, син на Тадео, който обаче се заклева във вярност на папата през 1290 г. Корадо е подест на Форли, изгонен е оттам през 1298 г. и е убит от поданиците си , които малтретира, в Пиетрарубия на 8 юни 1298 г.
Следващият брат на Гуидо, граф Орландо, става духовник, провост е на капитула на катедралата на Сан Лео от 27 август 1258 г. и впоследствие управлява като епископ на Сан Лео (Монтефелтро) от 1275 до 1282 г. 
Не е известно нищо повече за най-малкия му брат Фелтрано, който получава само няколко замъка в графство Монтефелтро, когато наследството на баща му е разделено на 27 август 1258 г.

### Граф на Джаджоло
Чрез брака си с Манентеса ди Джаджоло, която произхожда от гибелинския род на графовете на Джаджоло, Гуидо, след смъртта на девер си граф Уберто ди Джаджоло през 1263 г., получава владение на това графство, което се простира в долината на река Биденте-Ронко в Апенините на границата на Тоскана с Романя и включва територията на Кузерколи, Валдопио и Партичето. Имперски документ от август 1267 г. потвърждава тази му  собственост и подчертава лоялността и отдадеността на Гуидо като граф на Монтефелтро и на Джаджоло към имперските интереси.
За Гуидо придобиването на Графство Джаджоло означава значително разширение на властта, не на последно място защото му дава засилено влияние върху град Форли, управляван от гибелините, чието гражданство той придобива. От замъка Джаджоло, който е споменат за първи път в документи през 1021 г., днес са останали само руините на бастионите.
Това графство обаче не остава дълго във владение на Гуидо, тъй като архиепископът на Равена Филипо да Пистоя, който е враждебно настроен към него и смята графството за църковно феодално владение, го прехвърля на явния противник на Гуидо, Малатеста да Верукио. Той го предава на второродния си син Паоло Малатеста. Гуидо се противопоставя на това учредяване на властта в името на императорските права и претенциите на съпругата си, както и в името на наследницата на Уберто ди Джаджоло, дъщеря му Орабиле Беатриче. Спорът се проточва, докато на 28 август 1269 г. роднините на починалия граф Уберто, вдовицата му Беатриче и дъщеря му Орабилия Беатриче не продават правата си върху графството в църквата „Санта Кроче“ в Урбино на потомък на Малатеста. Освен това през 1269 г. гореспоменатият Паоло Малатеста, известен като „Красивият“, се жени за Орабилия Беатриче ди Джаджоло, последната наследница на графовете Джаджоло. Това очевидно изключва Гуидо от наследяването на графството. Така Паоло Малатеста става родоначалник на кадетския клон Малатеста ди Джаджоло, който изчезва през 1757 г.

### Гуидо като кондотиер
Изключителната роля на Гуидо като кондотиер е очевидна в борбата срещу личните му съперници от рода Малатеста, както и срещу регионалните поддръжници на противниковата партия на гвелфите. Това обаче не се ограничава само до това, а е засенчено от приноса му към епичната борба на династията Хоенщауфен за запазване на териториите на Свещената Римска империя в Италия и за осигуряване на собствените й претенции за власт, особено в Сицилия. Тези исторически претенции са оспорени от претенциите за суверенитет на папството, както и от усилията за разширяване на Франция в Италия в лицето на Шарл I Анжуйски, крал на Неапол от Анжуйската династия, брат на краля на Франция Луи IX, който поставя под въпрос тези твърдения и в крайна сметка успешно ги анулира.

#### Регионални конфликти с Болоня и с Малатеста
Яростните противници на Гуидо са Малатеста, господари на Римини. Първоначално това е по лични причини, тъй като Гуидо се чувства предаден от семейство Малатеста, когато става въпрос за наследството на Графство Джаджоло от съпругата му. Това води до война срещу Малатеста да Верукио, в която Гуидо е победен и следователно трябва да се откаже от претенциите си към Графство Джаджоло през 1269 г. Друга причина за опозицията е, че Гуидо е водещ представител на гибелините, а Малатеста да Верукио, господар на Римини, е водещ представител на противниковите гвелфи. Следващата конфронтация с Малатеста да Верукио се състои на 20 юни 1271 г. близо до крепостта Монтелуро, която Гуидо защитава срещу Малатеста. Гуидо атакува обсаждащите, прогонва ги и пленява 200 вражески бойци. След това пожелава атака срещу Римини, но конят му пада и той е пленен от противниците си. Не е известно как си възвръща свободата. Самият той отдава освобождението си на помощта на Свети Франциск от Асизи.
През 1275 г. в Романя се провежда мащабна конфронтация между гвелфи и гибелини, довеждаща до битката при Сан Проколо. Причината е, че Болоня, която е доминирана от гвелфите, напада град Форли, управляван от гибелините. Този опит се проваля, след което гибелините под командването на Гуидо да Монтефелтро, Магинардо Пагани и Теобалдо Орделафи, чието семейство управлява град Форли от XIII до XV век, поемат властта. Сега войските атакуват Болоня и ги разбиват напълно на река Сенио в Тосканско-Романските Апенини, близо до моста Сан Прокло, където Виа Емилия пресича реката: болонците дори губят символа на града – Карочо (теглената от волове четириколесна триумфална колесница, използвана от средновековните италиански републики, за да получат подкрепа от Отвъдното, като носят в битка изображението на градския светец-покровител и градското знаме), както и губят своето знаме. И двете са донесени триумфално от Гуидо във Форли, където са публично изложени като символ на победата. През лятото на същата година Гуидо успява да завладее Червия – град на гвелфите на Адриатическо море, и по този начин лишава съюзника Болоня от доставките на сол.
Скоро след това Гуидо постига важна победа срещу Малатеста да Верукио, побеждавайки го през септември при Роверсано (сега част от град Чезена) и впоследствие прогонвайки го от град Чезена. Този успех довежда до издигането му в титлата „капитан на народа“ на Форли и Фаенца и по този начин на практика до лидер на гибелините в цяла Романя.

#### Гуидо на служба при Хоенщауфен

##### При император Фридрих II
Още чичото на бащата на Гуидо, граф Тадео да Монтефелтро, господар на Фаджуола и Кастелделчи, е отявлен поддръжник на император Фридрих II Хоенщауфен и участва в битките му в Апулия през 1223 г. и в Капуа през 1243 г.  Гуидо следва този пример в млада възраст и се сражава в армията на император Фридрих II като командир на контингента на град Форли. Първо през 1240 г. при обсадата на Фаенца, а по-късно в битки в Ломбардия и в битката при Парма, в която армията на Фридрих II претърпява решително поражение на 18 февруари 1248 г. Това води до значителен неуспех за управлението на Хоенщауфен в Италия и за партията на гибелините. Според хрониста Кобели Гуидо получава почетен знак от император Фридрих II като благодарност за усилията си, който изобразява императорския орел на златно поле и герба на град Форли. И след смъртта на император Фридрих II през 1250 г. Гуидо остава непоколебимо лоялен към Хоенщауфените – и по време на отсъствието на владетели и претенденти на Хоенщауфените в Италия, защитавайки правата на империята срещу претенциите на Римската курия. През този период Гуидо прави множество военни операции в Романя срещу въоръжени групировки на гвелфите. Боевете довеждат до тежки загуби и за двете страни.

##### При крал Конрад IV
Конрад IV, единственият законен син на император Фридрих II, е римско-германски крал и, наред с други неща, крал на Италия и крал на Йерусалим. Фактът, че той заминава за Италия през 1251 г., за да завладее наследството си – Кралство Сицилия, дава голям тласък на партията на гибелините, като водещите фигури, включително Гуидо да Монтефелтро, очаквано отиват във Верона и Гойто в началото на ноември 1251 г., за да се срещнат с краля и да го помолят за подкрепа за осигуряване на сигурността на Имперска Италия. Крал Конрад обаче се интересува по-малко от имперска Италия и борбите между гвелфи и гибелини, а предимно от завладяването на Сицилианското кралство, което е наследил от предците си. Затова през април 1252 г. той се отправя към Апулия и завладява Неапол, но не успява да постави Сицилия под свой контрол. Той умира, отлъчен от Църквата, през 1254 г. Междуцарствието, което започва по този начин в Германия, засяга и Гуидо да Монтефелтро и неговите другари гибелини, тъй като означава, че в продължение на години няма шанс за кралски поход към Рим и масивна военна подкрепа за гибелините в Италия от страна на германската армия.

##### При крал Манфред
Манфред, син на император Фридрих II от връзката му с Бианка Ланча, от 1250 г. е принц на Таранто, администратор в Имперска Италия и в Сицилия за отсъстващия си полубрат Конрад IV и от 1254 г. за непълнолетния син на Конрад, Конрадин. Въпреки това той се провъзгласява за крал на Сицилия през 1258 г. и управлява до 1266 г. Присъствието на този Хоенщауфен в Италия и неговите викарии Оберто II Палавичино в Ломбардия, Джордано д'Англано в Тоскана и Персивале Дория в Романя и Марке от 1258 г., дава тласък на партията на гибелините. Самият Гуидо е водач на гибелините във Фаенца и във Форли, а от 1259 г. е подест на Урбино, и за да укрепи позицията си, сключва отбранителен договор с Чита ди Кастело. 

След като маршалът на крал Манфред, Джордано д'Англано, като генерален викарий на Тоскана, е помолен от Сиена за помощ срещу Флоренция, гибелините от Сиена, Арецо и Пиза, както и Гуидо да Монтефелтро и неговият контингент се срещат в Емполи, за да обсъдят нападението срещу Флоренция. На 4 септември 1260 г. се води битката при Монтаперти, на хълм извън Сиена, като съюзът на гибелините печели категорична победа, в която Гуидо играе важна роля. Впоследствие Джордано д'Англано завладява Флоренция. В резултат на това гибелините доминират Тоскана в продължение на няколко години.
Впоследствие Гуидо е назначен от крал Манфред за кралски викарий в Марке и за подест на Йези и следователно поема военна и гражданска власт там. В това си качество успява да затвърди господството на гибелините в обширната област между Урбино, Чита ди Кастело и Фабриано, като по този начин успешно противодейства на усилията на папския легат да засили църковното влияние там. През 1258 г. Манфред фон Хоенщауфен, регент на Кралство Сицилия, предприема изненадваща и безпрецедентна инициатива в Палермо, като се коронясва за крал на Сицилия, узурпирайки по този начин трона, принадлежащ на племенника му Конрадин.
След тази узурпация се засилват папските усилия за присъждане на Сицилианското кралство на надеждни приятели на Църквата в борбата срещу Хоенщауфен, което позволява на Шарл I Анжуйски да се съгласи през 1258 г. да приеме предложението на папата да подкрепи интересите му в Италия. Шарл I влиза в Рим през 1363 г., назначен е за сенатор (губернатор) на Рим, получава Неаполитанското кралство през 1265 г. и е коронясан през 1266 г. Френското влияние, а оттам и влиянието на гвелфите, се увеличава допълнително с избирането на френския духовник Жак Панталеон за папа Урбан IV и при неговия наследник Климент IV, който също е французин.
Лидерите на гибелините, включително Гуидо да Монтефелтро, не успяват да спрат настъплението на крал Шарл I, при което градове като Пезаро, Фано и Рокаконтрада непрекъснато падат под властта на гибелините.
Гуидо да Монтефелтро усеща пряко нарастващото влияние на папата, тъй като на 5 август 1264 г. е призован пред двора на кардинал Симоне Палтаниери, папски легат в Умбрия, Тоскана, Ломбардия и Венеция, за да се яви на съд за подкрепата си към династията Хоенщауфен (Манфред), заедно с други благородници като Риналдо да Брунфорте, Уголино и Федерико дела Маса Фермана и др. Няма сурова присъда. Това, което не е особено приятно за Гуидо, е присъствието на брат му, граф Тадео да Монтефелтро, който се явява на тези преговори като убеден гвелф. Впоследствие Гуидо се оттегля от похода на Анкона към Урбино, който е заплашен от войските на легата. Обсадата е избегната, защото градът се обръща към папата и обещава солидарност.
Победата на Шарл I на 26 февруари 1266 г. в битката при Беневенто в Южна Италия и смъртта на крал Манфред в битката слагат края на управлението на Хоенщауфен в Италия и правят Шарл I безспорен владетел на Сицилия. За гибелините и за Гуидо това е катастрофален неуспех, но той е отпразнуван като голяма победа от гвелфите и църковните представители.

##### При Конрадин
В началото на октомври 1266 г. Лудвиг II Строги, херцог на Бавария – вуйчо на Конрадин, свиква среща в Аугсбург, на която идват представители на гибелините от Пиза, Верона, Павия, Лучера и Палермо, за да насърчат Конрадин да откупи бащината си земя от тиранията на Анжуйската династия. Гуидо да Монтефелтро участва в тази среща като водещ представител на италианските гибелини. Там е решено 14-годишният наследник на рода Хоенщауфен, Конрадин, херцог на Херцогство Швабия и крал на Йерусалимско кралство, да се намеси бързо в Италия.
Приблизително по същото време инфантът Фадрик Кастилски, син на крал Фердинанд III Кастилски, който е роднина на Манфред чрез майка му Елизабет фон Хоенщауфен, се опитва да нахлуе в Сицилия. На Гуидо е възложена специалната задача да реорганизира партията на гибелините в Италия след смъртта на крал Манфред (6 юни 1266 г.). Гуидо, който вече играе значителна роля в цяла Италия, получава друга важна задача след завръщането си от Германия. По това време Рим не се управлява от папата, който пребивава в изгнание във Витербо, а от тогавашния известен генерал Фадрик Кастилски като сенатор (губернатор) на Рим. Първоначално той е на страната на Шарл I Анжуйски, но по-късно става поддръжник на гибелините. Той назначава Гуидо да Монтефелтро за „протосенатор“ (заместник-сенатор) и по този начин за свой заместник като управител на град Рим. В това си качество на 18 ноември 1267 г. Гуидо свиква пратениците на проимперските градове на Тоскана в църквата „Санта Мария ин Кампидолио“ в Рим, за да обсъдят следващите стъпки. На 18 ноември 1267 г. папата открива първия процес срещу Конрадин и неговите поддръжници във Витербо. Още на 4 юни 1267 г. папата назначава Шарл I Анжуйски за свой викарий в Тоскана за три години, който сега започва да премества войски в Тоскана, за да се защити от Конрадин. Срещу тези войски на Шарл I се съюзявт най-важните гибелински градове Сиена и Пиза, под командването на Гуидо да Монтефелтро, и съсредоточават защитата си в Поджибонси. Обсадата продължава цяло лято и завършва с почетна капитулация чрез посредничеството на кардинал Отавиано дели Убалдини. Преди заминаването си за Италия Конрадин издава диплом в Аугсбург през август 1267 г., с който дава на Гуидо феодално звание с Графство Киети в Абруцо в знак на признание за неговата лоялност и заслуги. По същото време той изпраща писма до Италия, в които се нарича „крал на Сицилия“ и обявява пристигането си, за да си възвърне правата на предците си.
Папа Григорий IV, твърд противник на Конрадин, забранява на курфюрста да избира Конрадин за римски крал с папска була и на 14 април призовава Конрадин, за да го потърси под отговорност. Като папа Григорий IV пребивава във Витербо и подкрепя кампанията на Конрадин в Италия. В същото време той убеждава Шарл I Анжуйски да премести войски във Флоренция, въпреки че Тоскана е имперска територия. Когато френските войски пристигат, Сиена и Пиза обединяват сили, като Гуидо да Монтефелтро е протосенатор на Рим, организирайки съвместната отбрана на Поджибонси с помощта на гибелините от Рим и Тоскана толкова успешно, че обсаждащите са принудени да се оттеглят безуспешно след лятото.
Когато Конрадин стига до Пиза, няколко града и крепости, построени от Шарл I Анжуйски за защита на Конрадин, падат от негова власт, докато по настояване на Гуидо Пиза, Арецо, Кортона и Сиена, както и Форли, Фаенца, Имола и Чезена, Урбино, Фосомброне, Кали и Чита ди Кастело, за разлика от Болоня, застават на страната на Конрад IV. Конрадин пристига с армията си на 21 октомври 1267 г. в гибелинска Верона, където баща му, крал Конрад IV е пристигнал 14 дена по-рано.
В Рим Фадрик Кастилски, като сенатор на Рим, решава, вероятно не без консултация със своя заместник Гуидо да Монтефелтро, да заглуши противниковите гвелфи. Затова той кани водещите им представители, Орсини, Савели, както и Анибалди и Малабранка, на среща на Капитолия в средата на ноември, и ги арестува там. Впоследствие съюзът между град Рим и Конрадин е публично обявен на Капитолия, като Фадрик Кастилски – също трубадур, написва стихотворение във възхвала на Конрадин, в което го призовава да завладее Сицилия и да завземе короната на империята.
На 18 ноември 1267 г., под председателството на Гуидо да Монтефелтро като протосенатор на Рим, представителите на гибелините от Пиза и Сиена и от Тоскана, както и Големият и Малкият съвет, консулите и приорите на гилдиите на Рим, се събират в църквата „Санта Мария ин Аракоели“ и там сключват официален съюз. В замяна папата отлъчва от Църквата Конрадин, градовете Пиза и Сиена, както и гибелините от Тоскана. Въпреки това той избягва да отлъчи сенатора на Рим Фадрик Кастилски и неговия заместник Гуидо да Монтефелтро, нито да постави град Рим под запрещение.
В присъствието на Гуидо като заместник-сенатор на Рим, на 1 декември 1267 г. в Двореца на четиримата короновани — резиденция на сенатора на Рим, е сключен отбранителен съюз между гибелините от Рим, Пиза, Сиена и гибелините от Тоскана. В него правата на Конрадин са изрично подкрепени и целта е изрично да се унищожи властта на крал Шарл I в Тоскана. Това отчасти е реакция на факта, че папата е избрал Шарл I за „княз на мира“, а на гвелфите от Тоскана – за техен господар (сеньор) за 6 години. Гибелинският съюз му се противопоставя с инфанта Фадрик Кастилски, сенатор на Рим, който също е назначен за генерал-капитан на съюза за пет години и обещава подкрепа със заплатите на войските си. Конрадин пристига на 20 януари 1268 г. в Павия, където обаче част от неплатените му войски го изоставят и остават там до 22 март. Шарл Анжуйски иска да го нападне там, но е убеден от папата да се съсредоточи върху Сицилианското кралство, което е все по-контролирано от бунтовническите гибелини. В същото време папата отлъчва от Църквата Конрадин, Лудвиг II Строги, графа на Тирол и всички водачи на гибелините във Витербо, особено римския сенатор и неговия заместник Гуидо да Монтефелтро, освобождава римляните от клетвата им за вярност и поставя под запрещение Пиза, Сиена, Верона и Павия.
На 22 юли 1268 г. армията на Конрадин преминава покрай град Витербо – резиденцията на папата, без да го заплашва, след което папата го сравнява с „жертвено агне“. Конрадин продължава към Рим, където влиза на 24 юли през моста Сант Анджело, където римският сенатор и неговият заместник Гуидо да Монтефелтро, както и римският народ, му оказват блестящ прием и му отдават почит на Капитолия като бъдещ император, а бившите му противници сега застават на негова страна.
На 18 август 1268 г. Конрадин напуска Рим, за да започне завладяването на Апулия, планирайки да се обедини със сарацините от Лучера при Сулмона, за да атакува Шарл Анжуйски. Тъй като сенаторът на град Рим, инфантът Фадрик Кастилски, придружава Конрадин с местни войски, Гуидо остава ефективен регент на града, за да държи Рим под контрол.
На 23 август 1268 г. се провежда битката при Талякоцо. При успешното настъпление на войските под командването на опитния в битки инфант Фадрик Кастилски, сенатор на Рим, той първо успява да пробие линията на провансалците, а след това и линията на французите, като в схватката се включва и крал Шарл I Анжуйски, разпознаваем по бляскавите си доспехи. След това, в еуфорията на войските на Конрадин, бойният ред се разпада. Това е последвано от грубо пробуждане, защото това не е крал Шарл, а неговият маршал Анри дьо Кутанс, носещ кралските доспехи. След това крал Шарл I, който наблюдава битката от хълм, предприема изненадваща атака с резервите си, което му помага да постигне победа срещу разпръснатите и объркани войски на Конрадин. Конрадин бяга от бойното поле със своя спътник маркграф Фридрих Баден-Австрийски с 500 конници през Виковаро до Рим, където пристига на 28 август. Естествено той очаква че ще бъде посрещнат с отворени обятия и защитен в Рим от настоящия регент на град Рим – Гуидо да Монтефелтро. В Рим обаче новината за поражението на Конрадин вече се е разпространила, което води до промяна в настроението: гвелфите аплодират и заплашват гибелините, които са изпълнени със страх. Гуидо, който държи Капитолия за сенатор Фадрик Кастилски, отказва да допусне Конрадин там без съгласието на отсъстващия сенатор предвид бунта на гвелфите. Конрадин обаче намира защита сред други гибелини, които са се оттеглили в кулите си и контролират Колизея и укрепения остров Тибър. Още на 31 август Конрадин напуска Рим, който става опасен, и с малка група стига до морето близо до Астура, откъдето се надява да стигне с кораб до приятелската си Пиза. Лодката обаче е прихваната от Джовани Франджипани, господар на замъка Торе Астура, защото знае за заповедта на крал Шарл бегълците да бъдат арестувани. Той предава затворниците на хората на крал Шарл I, които затварят Конрадин в замъка Колона в град Кастел Сан Пиетро Романо, недалеч от Палестрина, където по-късно са доведени и други затворници, като Конрад от Антиохия и много други гибелини. Римският сенатор, инфантът Фадрик Кастилски, също е заловен по-късно, първо в замъка Каноса, а след това е затворен в Кастел дел Монте, откъдето е освободен едва през 1291 г., и накрая умира в Кастилия през 1304 г. Конрадин е обезглавен на 29 октомври 1268 г. в Неапол на площад „Пиаца дел Меркато“, без папа Климент IV да предотврати това, но папата умира месец по-късно, на 29 ноември.
Функцията на Гуидо като протосенатор на град Рим приключва на 15 септември 1268 г. с нахлуването на крал Шарл I Анжуйски в Рим, който e назначен за пожизнен сенатор. Той назначaва Джакомо Кантелми за свой викарий, на когото Гуидо предава Капитолия за 4000 златни флорина и след това напуска Рим. Гуидо се завръща в Урбино, където трябва да се справи с Малатеста да Верукио за Графство Джаджоло и в крайна сметка губи тези претенции от наследството на съпругата си. През лятото на 1270 г. се сражава редом с братовчед си Галасо да Монтефелтро като водач на сиенските изгнаници в Южна Тоскана. На 20 юни 1271 г. се води друга битка с Малатеста да Верукио, по време на която Гуидо е пленен, откъдето е освободен благодарение на намесата на Свети Франциск от Асизи.

#### При Рудолф I
Избирането на граф Рудолф I Хабсбург за римско-германски крал през 1273 г. дава на гибелините нова надежда за отиване до Рим и по този начин за масивна подкрепа за гибелините в борбата им за запазване на имперска Италия. Това насърчава Болоня и Форли да се разбунтуват срещу папата. Гуидо получава титлата на сеньор и му е поверена защитата на Форли. Той отива във Фаенца и прогонва гвелфите оттам. Скоро след това, на 13 юни 1274 г., при Сан Проколо – между Фаенца и Имола, се провежда сблъсък с гвелфите, който Гуидо завършва с убедителна победа благодарение на превъзходна стратегия. След това той е признат от гибелините от Романя за „по-мъдър и по-фин във военната хитрост от всеки друг по негово време“ и за главнокомандващ. Скоро след това Гуидо превзема солниците на Червия, а след това и град Чезена, защитаван от стария му противник Малатеста да Верукио, след което освобождава заложниците, без да иска обезщетение. По този начин той си спечелва репутацията на щедър рицар. В резултат на това Романя е почти изцяло в ръцете на гибелините – ситуация, която продължава няколко години и е допълнително засилена от успеха в битката при Чивитела ди Романя на 14 ноември 1277 г.
Ново предизвикателство за Гуидо е, че гвелфът Гуидо I да Полента поема властта в Равена, създавайки опасност от нападение срещу Фаенца. За да предотврати това, Гуидо събира войските си през май 1277 г. и започва да обсажда Банякавало, който се намира на около половината път между Фаенца и Равена. Докато обсадата се проточва, Гуидо строи укрепен лагер, който по-късно става град Котиньола, който през 1411 г. става феодално владение на Муцио Атендоло Сфорца, родоначалник на династията Сфорца. Сериозна пречка за вековната борба на гибелините е, от една страна, конфликтът между крал Рудолф I и папа Николай III, който постига споразумение, с което са уредени множество спорни права и имперски дарения на Църквата от страна на крал Рудолф, а от друга страна, въпреки многото усилия, Рудолф не предприема пътуване до Рим, защото това изключва всякаква надежда за военна подкрепа от крал Рудолф.

### Спорове с папите
Все пак Гуидо да Монтефелтро се опитва да представлява имперските интереси срещу тези на папата, но съюзът с гибелините все повече се разпада, тъй като крал Рудолф I смята за невалидни клетвите за лоялност, дадени на неговите представители от градовете на Романя през 1275 г. В резултат на това Романя бързо се превръща в папска провинция.

#### С папа Николай III
След избирането си папа Николай III подновява усилията за укрепване на църковната власт в Романя, но е противник на краля на Сицилия Шарл I Анжуйски и го лишава от поста му на сенатор и губернатор на Рим. По същото време той получава от римско-германския крал Рудолф I Хабсбург признаването на всички имперски дарения. С оглед на признаците на разпад в съюза на гибелините самият Гуидо е принуден да се закълне във вярност на папата на 1 септември 1278 г., след което папата отменя отлъчването на Гуидо на 25 септември. През 1279 и 1280 г. са сключени различни мирни споразумения, в които Гуидо участва, верен на обещанията си, и подкрепя помирителната политика на папата. Смъртта на папа Николай III на 22 август 1280 г. обаче слага край на това положително развитие и на позицията на папския управител на Романя, „графът на Романя“ – папският племенник Бертолдо Орсини. Това довежда до подновени вълнения срещу гвелфите, тъй като гибелините прогонват гвелфите от множество градове, докато самият Гуидо да Монтефелтро използва възможността да завземе градовете Сенигалия и Джези, след което се завръща във Форли.

#### С папа Мартин IV
Въпреки това ситуацията отново се обръща с избирането на Мартин IV за папа през 1281 г., който, за разлика от своя предшественик, веднага сключва съюз с крал Шарл I Анжуйски и го възстановява като сенатор на Рим. Същевременно той назначава Тадео Новело ди Пиетрарубия да Монтефелтро – племенник на Гуидо и убеден гвелф, за командир на войските, които трябва да действат срещу Гуидо. След това Гуидо да Монтефелтро отново е отлъчен от Църквата на 26 март 1282 г., за да се намали господството на гибелините в Романя. Въпреки тези успехи срещу гибелините папа Мартин V не успява да се утвърди в Рим, поради което е принуден да пребивава в Орвието вместо в Рим. След като гибелините губят и Фаенца от папата, те търсят компромисно решение, което обаче е отхвърлено поради контраискането: безусловно подчинение. Това означава, че предстои военна конфронтация. 
Първата среща между войските на гибелините под командването на Гуидо да Монтефелтро и папската армия се състои при Чезена. Успехът на Гуидо обаче остава ограничен, тъй като няма надежда, че един от претендентите за императорската корона – Рудолф I Хабсбург или Алфонсо VII Кастилски ще се намеси във войната. След многобройни, но в крайна сметка безплодни преговори, армиите се изправят една срещу друга отново на 1 май 1282 г. във Форли. В кървавата битка между френската армия, организирана от папа Мартин IV, за да подчини град Форли и гибелините там, и войските на гибелините под командването на Гуидо. Въпреки това може би превъзхождащата гвелфска армия под командването на Жан дьо Пас, папски граф на Романя, е окончателно победена благодарение на стратегическа хитрост на Гуидо. След като градът дълго време устоява на обсадата на папските войски под командването на Гуидо, един ден Гуидо се обявява за победен и позволява на французите да влязат в града. Докато папските войски ентусиазирано се отдават на плячкосване, Гуидо и скритите му войски атакуват изненаданите противници и убиват по-голямата част от тях, включително многобройни френски офицери и братът на Гуидо, гвелфът Тадео да Монтефелтро. Тази победа е спомената и от Данте в „Божествена комедия“ (Ад, XXVII, 43-44). Следователно Форли остава във владение на гибелинското семейство Орделафи. Този успех дава на Гуидо надежда за траен успех в борбата на гибелините срещу претенциите на папството за власт, поради което той се стреми да разшири конфликта, като включва приятелски сили. Той обаче не успява да осъществи плана си, защото не успява да убеди един от определените римски крале, Рудолф I Хабсбург и Алфонсо X Кастилски за смисъла на военна намеса в Италия. Затова Гуидо се опитва да обедини собствените си сили със силите на Педро III, крал на Арагон (зет на крал Манфред Сицилийски), който през 1282 г., след Сицилианската вечерня, отнема Сицилия от Шарл I Анжуйски. Този стратегически опит на Гуидо обаче също се проваля, след което крал Педро III Арагонски e изпратен в изгнание на 18 ноември 1282 г. Самият Гуидо вече е отлъчен отново от Църквата от папата на 26 март 1282 г.
През 1283 г. Гуидо претърпява решителен неуспех: армия от съюзниците на папата под командването на Ги дьо Монфор (син на Симон V дьо Монфор, 6-ти граф на Лестър) успява да постигне огромен успех срещу армията на гибелините под командването на Гуидо и принуждава Гуидо да капитулира в град Форли. Тъй като победителите нареждат на Гуидо да напусне Форли, през май 1283 г. той се оттегля в замъка Мелдола, който е в негово владение и се намира около 10,5 км южно от Форли, издига се добре защитен на скалист откос над едноименната община.
След завладяването на Форли от папските войски практически цяла Романя се подчинява на папската власт. Гуидо, който отново е отлъчен от папата след завладяването на Форли, също е принуден да се подчини на папата, а папа Хонорий IV от семейство Савели го осъжда на няколко години изгнание, първо в Киоджа, а по-късно в Асти. В резултат на това Гуидо губи град Червия през 1283 г. и отново е отлъчен от папата през 1283 г. Загубата на важните му съюзници гибелини, градовете Форли и Чезена, го принуждава да се оттегли към Урбино и Монтефелтро, оставяйки Романя и Марке под контрола на папските легати. След това Гуидо се опитва да се помири с папата. Този опит обаче остана напразен поради липсата на пълно подчинение от страна на Гуидо. Това довежда до обсадата на Урбино от папските войски през 1284 г. 

#### С папа Хонорий IV
Докато Гуидо защитава Урбино в продължение на месеци през 1284 г., значителна част от Графство Монтефелтро, включително столицата Сан Лео, пада в ръцете на партията на гвелфите. Следователно Гуидо е принуден да се предаде през 1285 г., след което Урбино губи статута си на независимо имперско графство. Гуидо е заловен и впоследствие затворен първо в Киоджа, а по-късно в Пиемонт, след като предава двама от синовете си на новия папа Хонорий IV. С него на папския престол отново се възкачва италианец, който обаче продължава политиката на своя предшественик: подкрепя Анжуйската династия, и участва все повече в наследяването на трона в Сицилия. По това време Гуидо е извън играта поради изгнанието си.

#### С папа Николай IV
Папа Николай IV, подобно на своя предшественик, се интересува предимно от европейски въпроси – особено от осигуряването на властта на папата над Сицилия. На регионално ниво това давае на гибелините по-голяма свобода на движение.
След няколко години изгнание без никаква командна или управленческа функция, повратна точка за Гуидо настъпва след смъртта на папата на 5 април 1287 г. От една страна това се дължи на факта, че архиепископът на Пиза, гибелинът Руджери дели Убалдини, до голяма степен е загубил репутацията си, като нечовешки елиминира предишния управител на града - граф Уголино дела Герардеска, граф на Доноратико, като го заключва в кула с двете му деца и двамата му внука и го оставя да умре от глад там. От друга страна Пиза е едновременно заплашвана от  центровете на гвелфите, градовете Флоренция и Лука, поради което спешно се нуждае от изключителен генерал. През март 1289 г. архиепископ Руджери се обръща към Гуидо, който според съвременен коментар е „известен с бойните си подвизи, мъдрите си съвети и могъщото си кондотиерство“, и му предлага възможността да поеме светския и военен контрол над Република Пиза. Гуидо се възползва от тази възможност, заминава незабавно (на 12 март 1289 г.) за Пиза и поема ръководството на Република Пиза на 24 март 1289 г., като е избран за капитан на народа, капитан на градските милиции и подест.
За да се пребори с двойната военна заплаха, Гуидо разработва план за изолиране на главната сила, Флоренция, и за едновременното ѝ нападение от две страни: от Пиза и Арецо. В Пиза той екипира 3000 арбалетчици с нови оръжия, обучава ги и обезопасява града с палисади, на които по-късният му наследник като подест на Пиза, Угучоне дела Фаджола, все още се възхищава 25 години по-късно. В Арецо, през юни 1287 г., с помощта на сина си Бонконте да Монтефелтро, семействата Убертини и Паци и прогонените от Флоренция гибелини, Гуидо успява да освободи града от гвелфите с нощен набег. Впоследствие императорският викарий Персивале Фиески, граф на Лаваня, идва в Арецо, набира там наемници и предприема военни операции срещу съюзниците на гвелфите от правителствата във Флоренция и Сиена. Съюзниците Флоренция и Сиена контраатакуват през юни 1288 г. и съвместно обсаждат Арецо, но са принудени да се откажат от обсадата безуспешно поради липса на обсадни машини.
Решителен удар е нанесен от сина на Гуидо, Бонконте да Монтефелтро, който като командир на войските на Арецо, заедно с Гулиелмо дей Паци, успява да унищожи войските на Сиена и Маса, които безгрижно се завръщат сами у дома след обсадата, чрез засада, която той е подготвил на 26 юни 1288 г., въпреки численото си превъзходство, с 300 кавалеристи и 2000 пехотинци в битка, т. нар. „Giostre del Toppo“ (конен турнир на Топо) при Пиеве ал Топо.
Стратегическият план на Гуидо, който се състои в атака срещу Флоренция чрез координирана едновременна атака от всички сили на гибелините, по-специално от Арецо и Пиза, е осуетен на два пъти. От една страна, стратегическият план на епископ Гулиелмо от Арецо е предаден на флорентинците. От друга страна подестът на Арецо Гуидо Новело поема инициативата самостоятелно, вместо да действа координирано. Така войските на Арецо под командването на Бонконте да Монтефелтро напредват преждевременно към Флоренция и накрая достигат флорентинска територия, където са изненадани да се изправят срещу флорентинска армия под командването на Гийом Бертран дьо Дюрфор от 1600 рицари и 10 000 пехотинци, докато самите те разполагат само с половината от броя на рицарите и около 8000 пехотинци.
На 11 юни 1289 г. е битката, в която мъжете от Арецо под командването на Буонконте първоначално напредват успешно, но са спрени от флангова атака на мъжете от Пистоя под командването на Корсо Донати; това води до бягството на част от бойците от Арецо и по този начин до провала на атаката, завършила с клане, в което падат многобройни представители на известни благороднически семейства, както и Бонконте да Монтефелтро. В допълнение към поражението на гибелините, тази битка има дългосрочни последици, тъй като оттогава нататък Флоренция очевидно е доминиращият град в Тоскана. И тук Данте Алигиери влиза в действие: от една страна, защото самият той участва в тази битка на 24-годишна възраст – като флорентинец и убеден гуелф, а от друга страна, защото в „Божествена комедия“ описва смъртта на Бонконте в Песен V на „Чистилище“ (стих. 85–129). Гуидо, който подготвя настъплението си срещу Флоренция от Пиза, е изненадан и дълбоко разстроен от поражението и от смъртта на сина си. В резултат на това войските на гвелфите се обръщат срещу Гуидо и отделни владения на съюзниците на гибелините от Република Пиза и завладяват няколко замъка, включително Капрона. Данте също участва в тези действия.
Въпреки това последвалата атака на гвелфите срещу Арецо е неуспешна. Кампанията на Флоренция през 1291 г. под командването на подеста Гуидо I да Полента срещу Република Пиза – където Гуидо да Монтефелтро се е окопал, е успешно отблъсната от Гуидо, но води до пълното унищожение на пристанището на Пиза, „Порто Пизано“ и пристанището на Ливорно, както и до загубата на остров Елба и по този начин до огромни икономически щети върху основите на значението на града – а именно неговата значителна отвъдморска търговия. Гуидо, от своя страна, веднага след оттеглянето на вражеските войски, започва да отвоюва замъците, окупирани от флорентинците. Ново нападение на гвелфите срещу Република Пиза се извършва през юни 1292 г. Първоначално атаката е насочена срещу Пиомбино, след това срещу самата Пиза, но атаката отново е отблъсната под командването на Гуидо. След края на мандата му като подест той е наследен от братовчед си, граф Галасо да Монтефелтро.
Папа Николай IV се опитва да умиротвори Тоскана, а Гуидо също активно търси компромис. Гуидо продължава тези усилия за постигане на компромис с Флоренция след смъртта на папата на 2 април 1292 г., по време на дългия междуцарствен период. В резултат на това, след продължителни преговори на 12 юли 1293 г. във Фучекио, е сключен всеобхватен мирен договор между Пиза и съюза на гвелфите, състоящ се от Флоренция, Лука, Сиена и други съюзници. За Гуидо, който играе ключова роля в преговорите, обаче това довежда до сериозен неуспех, защото Флоренция настоява той да напусне град Пиза в рамките на един месец, заедно с всички наемници и всички гибелини, които не са местни жители и са участвали в боевете. Същевременно е посочено, че нито той, нито който и да е друг член на семейството му, никога повече няма да бъде позволено да заема длъжността на капитан на народа или подест на Пиза. Тази клауза засяга силно Гуидо, дори и да не е стриктно спазвана през следващите години, тъй като той напуска града след тригодишния си мандат, но през 1294 г. Република Пиза избира неговия братовчед Галеото, наричан Галасо да Монтефелтро, за негов наследник като капитан на народа и подест. Затова Гуидо събира своите последователи и верни войски и се приготвя да се завърне в родния си град Урбино. Войските преминават през Чита ди Кастело към Кали, където успяват да окупират града чрез изненадващ преврат. Чрез бившите си бойни другари Гуидо има поддръжници в много градове, както сред благородниците, като семействата Убалдини, Мастинели в Кали или Киавели във Фабриано, така и сред буржоазията.
Атаката срещу Урбино от Малатестино Малатеста, подест на Чезена, на 18 юни 1294 г. следователно не само е неуспешна, но и води до контраатака на Гуидо, който превзема град Пезаро с войските си на 6 август, като по този начин нанася тежко поражение на Малатеста.

### Помирение с Църквата

#### При папа Целестин V
Докато се намира в Урбино, Гуидо да Монтефелтро получава изненадваща новина: след дълго затишие, на 5 юли 1294 г. скромният отшелник Пиетро да Мороне, уморен от светския шум и основател на Целестинския орден, е избран за папа под името Целестин V. Това необичайно решение събужда надежда в Църквата, като вдъхновява визията за нова духовна епоха, в духа на богословието на трите епохи, разгърната от Йоаким от Фиоре: епохите на Бог Отец, Исус Христос и Светия Дух. Избирането на човек като Целестин V засилва очакванията, че тази трета, духовна епоха е на прага да започне.
Новината за избора оказва силно въздействие и върху стария и измъчен от собствените си постъпки Гуидо. В търсене на покаяние и помирение с Църквата, той решава да се отправи към Акуила, където на 29 август 1294 г. предстои коронацията на новия папа. Там Гуидо пада в краката му и смирено иска прошка за греховете си, най-вече участието си във войните срещу гвелфите. Но опрощението си има цена. В замяна на амнистията Целестин V изпраща своя капелан Рикардо да Ферентино като викарий в Урбино с мисията да получи от Гуидо предаването на територии, които са принадлежали на Църквата, но са били завладени от него – градове, крепости и замъци в Романя, включително Урбино, Пезаро и Кали. Така тези земи трябва отново да бъдат върнати под властта на Светия престол. Напълно неочаквано обаче папа Целестин обявява оставката си като папа на 13 декември 1294 г.

#### При папа Бонифациий VIII
Само няколко дни по-късно, на 24 декември 1294 г., енергичният и амбициозен кардинал Бенедето Каетани е избран за наследник на папа Целестин V под името Бонифаций VIII. Нищо не се променя за Гуидо при новия папа. Реституцията на църковната собственост продължaва, като Гуидо запазва само собствената си собственост и феодалните владения. Гуидо отлага намерението си да се оттегли от светския живот за известно време, за да подкрепи приятелите си гибелини срещу продължаващите атаки на Малатеста или Ламбертаци, като например семейство Парчитади, които са сред водещите гибелини в Римини, и да допринесе за помирението на враждуващите фракции.

### Последни години като францискански монах
Възможността да осъществи намерението си да влезе в религиозен орден се появява чрез поканата на папа Бонифаций VIII към Гуидо да дойде в Рим, за да обсъди въпроси на политиката и администрацията в провинция Романя. Следователно Гуидо отива в Рим през януари 1296 г., където е посрещнат приятелски и в съответствие с ранга си, и води няколко разговора с папата, който му предлага да бъде приет в един от религиозните ордени по негов избор. След това Гуидо решава в полза на Францисканския орден, след което папата написва препоръчително писмо от Агнани на 23 юли 1296 г. до провинциала на Ордена в поречието на Анкона и също така дава разпоредби относно въпроса кои части от движимите и недвижимите му активи трябва да отидат при семейството на Гуидо или при Църквата. В същото време той пише до ректора на Анконската марка Гулиелмо Дюран, епископ на Менде, с молба да освободи последовател на Гуидо, който е бил държан в плен от него. Затова Гуидо решава окончателно да се оттегли от светските дела и да ги остави, както и ръководството на старото си семейство, на най-възрастния представител на рода, братовчед си Галеото (наричан Галасо) да Монтефелтро. На 17 ноември 1296 г. Гуидо полага тържествените си обети и влиза във Францисканския орден в Анкона. След това той предприема поклонение до гробницата на Свети Франциск от Асизи и гробницата на апостолите в Рим, където е приет с почести от Папата.
След посещението си при папата и проведените разговори между тях, започват да се разпространяват слухове, вероятно породени от конфликта между папата и кардиналите от рода Колона, че Гуидо да Монтефелтро е действал като негов зловреден съветник. Според твърденията той е препоръчал стратегията „да обещава много, но да изпълнява малко“. За Данте този съвет представлява дълбоко морално провинение, поради което в „Божествена комедия“ поставя Гуидо в осмия кръг на Ада сред лъжливите съветници, наказан да съществува като жив пламък – въпреки разкаянието му и приемането му във Францисканския орден. Това сурово осъждане може да отразява личната неприязън на гвелфа Данте към прочутия гибелински водач, срещу когото сам е воювал. 
Последните си години Гуидо прекарва в Анкона, в усамотение и смирение като брат във францисканския манастир, откъснат от светската слава. Според съвременни източници той се посвещава на събирането на милостиня от дом на дом в полза на ордена.
Умира като францисканец в манастира в Анкона (според други източници в Асизи) на 29 септември 1298 г., на празника на Архангел Михаил, който според съвременните рицарски легенди дошъл при него, за да приеме душата на щедрия паладин и благочестив францисканец. Първоначално е погребан в Анкона, след това е пренесен в Урбино и е погребан във францисканската църква там, а накрая през 1443 г. в мавзолея на семейство Монтефелтро, в сацелума на Сан Донато, близо до сегашната църква „Сан Бернардино“.

## Брак и потомство
∞ за Манентеса ди Джаджоло, дъщеря на Гуидо, граф на Джаджоло (днес част от Чивитела ди Романя), от която има четири или пет сина:
- Федерико I да Монтефелтро († 25 април 1322), 4-ти граф на Урбино (1302 – 1322), граф на Монтефелтро, господар на Серунгарина и Монте Кампанаро, за кратко господар на Фано, Пезаро, Сенигалия и др., политик, капитан на наемническа дружина;, ∞ за неизвестна жена, от която има двама сина;
- Уголино да Монтефелтро (* 1260, † 1321), духовник, ректор на капитула на катедралата „Сан Лео“, свален от Папската курия през 1283 г. и затворен за дълго време заедно с по-малкия си брат Корадо
- Корадо да Монтефелтро († 1317), монах от Августинските отшелници, по-късно епископ на Урбино (1309–1318)
- Бонконте да Монтефелтро (* ок. 1250, Урбино; † 11 юни 1289, Пиана ди Кампалдино), кондотиер, направен рицар от крал Рудолф I командир на войските на Арецо през 1288 г.; пада в битката при Кампалдино. Той е споменат от Данте Алигиери в Песен V от „Чистилище“; ∞ за Джована да Монтефелтро, от която има една дъщеря;
- Лечо да Монтефелтро († 1289)

## В културата
Фактът, че Гуидо да Монтефелтро не е забравен като други свои съвременници, се дължи предимно на неговия съвременник, най-великия италиански поет на своето време: Данте Алигиери. Като известен генерал, който след дълги битки и актове на насилие с разкаяние се подчинява на двама папи и получава опрощение от тях, и който завършва дните си като скромен францисканец, човек би могъл да очаква мястото му да е в „Чистилище“ на Данте. Данте обаче, като флорентинец и убеден гвелф, е решителен противник на Гуидо, срещу когото дори воюва. Изобразяването на срещата на двамата в „Божествена комедия“, в Песен 27 на „Ад“ (стих. 1-36,) е мрачно: Гуидо е описан като вечно горящ пламък в 8-ия (предпоследния) кръг на Ада – кръгът, запазен за измамните съветници. Самият стих описва неговото престъпление, а именно като разговор с папа Бенедикт VIII, когото Данте нарича „принц на новите фарисеи“ (ст. 85), в който Гуидо неохотно съветва папата да „обещава много, но да изпълнява малко“ като обещаваща тактика за възвръщане на Светите земи.
Заслужава да се отбележи и описанието на битката за душата на Гуидо след смъртта му, в която светецът-покровител на Гуидо – Франциск от Асизи се проваля поради софистичната „логика“ на дявола, защото обещаната предварително от папата безнаказаност не влиза в сила, тъй като опрощението не може да бъде ефективно преди покаянието. По този начин Данте успява едновременно да изрази отвращението си към противника си – гибелинът Гуидо и към папа Бенедикт VIII, като неусетно обявява папата за отговорен за проклятието на Гуидо, чрез преждевременното опрощение на греховете. „Изгнанието“ на образа на Гуидо да Монтефелтро в 8-и кръг на Ада - между Одисей, хитрия герой от гръцката митология, и Мохамед , пророкът на Исляма, който според Данте „пося раздор и разделение“ (Песен 28 на „Ад“), показва по-нататъшното отвращения на Данте: както срещу древните и следователно предхристиянски героични фигури, така и срещу Исляма, който е възприеман като заплаха - през 1291 г. Йерусалимското кралство приключва с падането на Акра след 200 години, и по този начин илюстрира религиозно обусловения средновековен начин на мислене на неговото време. Във фантастичната вселена на „Божествена комедия“ човек открива и цяла поредица от хора от кръга на Гуидо – както негови поддръжници, така и негови противници, и по-специално най-малкият му син Бонконте да Монтефелтро, и в Песен V на „Ад“ – племенницата на съпругата му Манентеса, Франческа да Римини (да Полента), убита заедно с любовника си Паоло Малатеста от съпруга й Джовани „Джанчото“ Малатеста.
Джовани Вилани е важен италиански историк, търговец и политик, който като флорентинец е поддръжник на противниковите гвелфи, но въпреки това намира думи на похвала за Гуидо да Монтефелтро:: „Гуидо, граф на  Монтефелтро, бе по-мъдър от всеки друг по своето време и изобретателен в изкуството на войната“.
Бенвенуто да Имола, италианска литературна фигура от XIV век, който е едиин от първите, които коментират „Божествена комедия“ на Данте, поставя Гуидо да Монтефелтро дори над ранните римски царе, възпявани от Вергилий.
Филипо Уголини го нарича „най-добрият италиански генерал на своя век“.
Фердинанд Грегоровиус, вероятно най-важният немски историк на италианската история, също намира в монументалния си труд „Историята на град Рим през Средновековието“ благодарствени думи за Гуидо да Монтефелтро като заместник-сенатор на Рим: „Гуидо да Монтефелтро, господар на Урбино, подобно на своите предци ревностни гибелини, човек, който скоро изпълни Италия с името си и бе възхваляван като най-великия генерал на своето време.“
Самопредставата на династията Монтефелтро, и по този начин също и по-късните представяния на семейната история, са базирани по същество на фигурата на Гуидо, на когото е отделено достатъчно място там като „Гуидо  Стари“,  като воин и човек на Църквата, както и на фигурата на сина му Бонконте и на най-известния представител на дома, Федерико да Монтефелтро, херцог на Урбино.